# PZL.27
PZL.27 (PZL-27) – prototyp polskiego samolotu pasażersko-pocztowego konstrukcji inżyniera Zbysława Ciołkosza, opracowany i wyprodukowany w Państwowych Zakładach Lotniczych w roku 1933.

## Historia
Samolot został zamówiony przez polskie Ministerstwo Komunikacji jako szybki samolot pocztowy. Prototyp oblatano na jesieni roku 1934 jako pierwszy samolot PZL z chowanym podwoziem. Próby eksploatacyjne prowadzone przez Instytut Techniczny Lotnictwa w latach 1935–1936 wykazały, że samolot ma zbyt słabe osiągi i jest nieekonomiczny. 
Prototyp  PZL.27 zakupił wojskowy Instytut Techniczny Lotnictwa i tam wkrótce samolot został rozbity w wypadku (pil. Andrzej Włodarkiewicz). 
Samolot wyraźnie ustępował konstrukcji  RWD-11, której był konkurentem.

## Służba w lotnictwie
Samolot ten nigdy nie wyszedł poza stadium prototypu i tym samym nigdy nie trafił do produkcji oraz służby w lotnictwie.

## Opis techniczny
Samolot pasażerski w układzie górnopłatu o konstrukcji mieszanej, drewniano-metalowej. 
Skrzydło drewniane, z dwoma dźwigarami skrzynkowymi, wyposażone w lotki oraz klapy. Pokrycie płata wykonane ze sklejki brzozowej. Konstrukcja kadłuba i usterzenia wykonana z rur stalowych, pokrycie z płótna. Kabina dla 5 pasażerów i 2 członków załogi. Wejście do kabiny pilotów z prawej strony kadłuba, wejście do kabiny pasażerskiej z lewej. Podwozie samolotu klasyczne, dwukołowe chowane, z płozą ogonową. Koła główne chowane w gondole silników skrzydłowych. Napęd to 3 silniki rzędowe de Havilland „Gipsy Major I” o mocy 130 KM każdy, umieszczone: jeden w dziobie samolotu, dwa w gondolach podskrzydłowych.

## Wersje
- PZL.27  – samolot pocztowo-pasażerski, prototyp.